# Elinor Ostrom
Elinor Ostrom (Los Ángeles, California, 7 de agosto de 1933-Bloomington, Indiana, 12 de junio de 2012) fue una politóloga estadounidense reconocida por estudiar ampliamente el tema de los bienes comunes (commons, en inglés). En particular, el móvil de sus investigaciones fue comprender cómo los seres humanos se pueden relacionar entre sí para mantener estables en el tiempo, tanto la existencia de los bienes o recursos comunes, como las huertas, los ejidos y los ríos, y sus niveles de disponibilidad para el consumo y la producción.
Fue la primera mujer en ganar el Premio del Banco de Suecia en Ciencias Económicas en memoria de Alfred Nobel en 2009, junto con Oliver Williamson. Al entregar el premio, el informe del jurado planteaba que su contribución desafió "la sabiduría convencional al demostrar cómo la propiedad local puede gestionarse con éxito mediante los bienes comunes locales sin ningún tipo de regulación por parte de las autoridades centrales ni mediante su privatización".
Según Charlotte Hess, el premio significó "un homenaje público al rigor, la trayectoria y la creatividad intelectual de una mujer que era politóloga de formación", además de un premio a su "enfoque interdisciplinar y su impresionante producción escrita, cientos de publicaciones que divulgaban sus investigaciones sobre los bienes comunes forestales, sobre los sistemas de riego comunales, sobre los bienes comunes atmosféricos, los bienes comunes del conocimiento y los bienes comunes globales; sobre la iniciativa pública, el capital social, las relaciones de confianza, los derechos de propiedad, el análisis y el diseño institucional, el análisis de las políticas públicas, las aplicaciones de la teoría de juegos, entre otros temas".

## Biografía
Elinor Ostrom (nacida como Elinor Claire Awan) nació en Los Ángeles en 1933. Nació, creció y vivió junto a su madre en la pobreza, durante los años de Gran Depresión Económica iniciada en 1929. De su madre aprendió a cultivar hortalizas y a preparar conservas para ahorrar dinero. Pudo asistir a una escuela secundaria en Beverly Hills y recibir una buena educación. En su escuela participó en el equipo de debate, lo cual favoreció su habilidad en la argumentación, la crítica y le ayudó a superar su tartamudeo.

### Formación académica
Aunque no tenía apoyo económico de su madre, Ostrom consiguió un B. A. con honores en ciencia política en la UCLA en 1954. Fue la primera persona en su familia en tener un título universitario. En esa época, señala la propia Ostrom, una mujer no tenía grandes aspiraciones laborales; sin embargo, logró ser contratada en una empresa que exportaba productos electrónicos en Boston a los 21 años.
En 1957 regresó a la UCLA, para cursar un posgrado, mientras trabajaba en una oficina de personal de dicha universidad. Durante ese posgrado cursó un seminario en el que se estudiaban grupos de acción colectiva, en los cuales se observaba cómo ponían a un lado sus diferencias para afrontar problemas en común. Eligió este tema para realizar su tesis doctoral. Ese seminario era supervisado por Vincent Ostrom, con quien contrajo matrimonio en 1963. Recibió un M. A. en 1962 y el doctorado en 1965, ambos en la UCLA en ciencia política.
En 1965, Elinor y Vicent se mudaron a Bloomington, Indiana. Ahí se convirtió en catedrática sobre la Administración de los Estados Unidos. Asimismo, junto a su esposo comenzó un coloquio informal que se convirtió en el Taller de Teoría Política y Análisis de Políticas, que atraería a investigadores de muchos campos. Ambos se inspiraron en un amigo ebanista para crear un taller de tipo artesanal en el que los estudiantes trabajaran junto con ellos y en el que se les transfiriera el conocimiento de manera similar a la de un maestro con su aprendiz, y en el que se tomaran en consideración las habilidades de todas las personas sin una jerarquía específica. El taller “transmite una atmósfera de bienvenida para los estudiosos que vienen de todo el país y del extranjero a investigar cómo las comunidades han evitado la tragedia de los bienes comunes.”

## Trayectoria
En 1973 cofundó The Workshop in Political Theory and Public Policy en la Universidad de Indiana en Bloomington, Estados Unidos, junto a su marido, Vincent Ostrom. Considerada una experta en acción colectiva, confianza, y fuentes colectivas, su acercamiento institucional a la política pública se consideró tan destacado como para considerarse constitutiva de una "escuela" en la teoría de la elección pública (véase Mitchell 1988). 
A comienzos de los años 70 y como parte de su trabajo en el Taller de Teoría Política y Análisis Políticos, su equipo comenzó a estudiar la organización policial y los servicios policiales en 80 áreas metropolitanas. Este proyecto duró 15 años, en los que hacían recorridos con patrulleros de la policía, recogiendo datos y entrevistando a las personas de a pie. El estudio concluyó que contar con gran volumen de efectivos no hace que el trabajo que realizan sea mejor, y que los servicios policiales a menudo se prestaban en forma de redes de cooperación, lo que garantizaba la seguridad pública, al sobrepasar sus jurisdicciones. Esto significaba, en palabras de Ostrom que ”complejidad no es lo mismo que caos”. De este estudio surgió el concepto de «policentrismo», central en su teoría. El «policentrismo» es un sistema de ciudadanía en que los individuos se organizan con diferentes autoridades de gobierno a distintas escalas.
Ostrom editó numerosos libros en los campos de los estudios organizacionales, ciencia política y administración pública. También fue la directora fundadora del centro de estudios de diversidad institucional en la Universidad Estatal de Arizona.
Elinor Ostrom participó en un estudio acerca del uso de la tierra, organizado por la Universidad de las Naciones Unidas, UNU-WIDER, Su contribución resultó en el capítulo: ‘The Puzzle of Counterproductive Property Rights Reforms: A Conceptual Analysis’ en Access to Land Rural Poverty and Public Action (2001).
En 2004 Ostrom fue una de las organizadoras clave en la conferencia conjunta organizada por la UNU-WIDER y un grupo de expertos del gobierno sueco (el Expert Group on Development Issues (EGDI)) acerca de Unlocking Human Potential: Linking the Informal and Formal Sectors. La publicación resultante: Linking the Formal and Informal Economy: Concepts and Measures (2006), fue coeditada por Basudeb Guha Khasnobis, Ravi Kanbur y ella misma.
Para el momento de su muerte, en 2012, se desempeñaba como Investigadora senior y directora del Vincent and Elinor Ostrom Workshop in Political Theory and Policy Analysis, en español "Taller para el análisis de políticas públicas y teoría política".

## Áreas de interés - bienes comunescommons
Se considera que Ostrom fue una de las estudiosas más destacadas en el área de recursos compartidos o bienes comunes (commons, en inglés), en particular, cómo los seres humanos interactúan a fin de mantener a largo plazo los niveles de producción de recursos comunes, tales como bosques y recursos hidrológicos, pesca y sistemas de irrigación, zonas de pastizales, etc.
Tradicionalmente los economistas han considerado que mantener tales recursos requiere, ya sea de la intervención del estado, o del interés privado individual (ver Tragedia de los comunes). Ostrom estudió la manera en la que diversas sociedades han desarrollado formas institucionales al respecto, y casos concretos en los cuales las comunidades han instituido prácticas comunales que han permitido la preservación de recursos comunes y evitado la degradación del entorno: 

“Elinor Ostrom desafió la concepción tradicional de que la propiedad común está mal administrada(...) y llegó a la conclusión de que los resultados son con frecuencia mejores que los predichos por las teorías estándares. Observó que quienes utilizan los recursos frecuentemente desarrollan sofisticados mecanismos de decisión y cumplimiento de las normas para manejar conflictos de interés, y caracteriza las reglas que promueven resultados positivos”.
Real Academia de las Ciencias de Suecia

### El gobierno de los bienes comunes
En su trabajo fundamental El Gobierno de los Bienes Comunes (1990), estudió múltiples casos que muestran cómo gestionar y disponer colectivamente de recursos escasos. Como resumen de su investigación, Ostrom nombra ocho "principios de diseño" de una gestión estable de recursos comunes:
1. Establecer límites claramente definidos (exclusión efectiva de terceras partes no involucradas).
2. Definir las reglas de uso y disfrute de los recursos comunes adaptadas a las condiciones locales.
3. Desarrollar acuerdos colectivos que permitan participar a los usuarios en los procesos de decisión.
4. Mantener un control efectivo por parte de administradores que sean parte de la comunidad o que respondan ante ella.
5. Construir una escala progresiva de sanciones para los usuarios que transgredan las reglas de la comunidad.
6. Elaborar mecanismos de resolución de conflictos baratos y de fácil acceso.
7. Permitir la autogestión de la comunidad, reconocida por las autoridades de instancias superiores.
8. En el caso de grandes recursos comunes, organización en varios niveles; con pequeñas comunidades locales en el nivel base.

Frente a los economistas neoclásicos que pretenden, mediante ejemplos estáticos, demostrar la imposibilidad de la autogestión de los recursos, a lo largo de la obra El gobierno de los Comunes y, en especial, con los ejemplos prácticos, la economista Ostrom va demostrando la eficacia de la autoorganización colectiva de los bienes comunes.
Los últimos trabajos de Ostrom enfatizan la naturaleza variada de la interacción entre humanos y sistemas ecológicos y busca crear un sistema formal general que permita identificar y estudiar los elementos o variables que influyen en la posibilidad de autogestión de las comunidades en relación con el desarrollo de relaciones socio-ecológicas sostenibles.
La UNU-WIDER resalta que la Academia Real Sueca le otorgó el Premio Nobel por “su análisis de la gobernanza ("governance") económica, especialmente los límites de la empresa”.

### Premio del Banco de Suecia en Ciencias Económicas en memoria de Alfred Nobel
En 2009, Ostrom se convirtió en la primera mujer en recibir el Premio del Banco de Suecia en Ciencias Económicas en memoria de Alfred Nobel. El Banco Central de Suecia seleccionó a Ostrom por "su análisis de la gobernanza económica, especialmente de los recursos compartidos" afirmando que su trabajo demostró cómo los bienes comunes pueden ser administrados de forma efectiva por un grupo de personas usuarias." Ostrom y Oliver E. Williamson compartieron el premio de 10 millones de coronas suecas (aprox. 1,44 millones de dólares o 1 millón de euros, al tipo de cambio de ese momento) por sus trabajos independientes "sobre el gobierno económico y sobre los límites de las empresas".

## Obra destacada
- Governing the Commons: The Evolution of Institutions for Collective Action Ostrom, Elinor, Cambridge University Press, 1990.
- Institutional Incentives and Sustainable Development: Infrastructure Policies in Perspective Ostrom, Elinor, and Schroeder, Larry, and Wynne, Susan, Oxford: Westview Press, 1993.
- Rules, Games, and Common Pool Resources Archivado el 11 de septiembre de 2010 en Wayback Machine. Ostrom, Elinor, and Gardner, Roy, and Walker, James, Editors, Ann Arbor, University of Michigan Press, 1994 with Crawford, Sue E. S., “A Grammar of Institutions.” American Political Science Review 89, no.3 (September 1995): 582–600.
- A Behavioral Approach to the Rational Choice Theory of Collective Action: Presidential Address, American Political Science Association, 1997. Ostrom, Elinor, The American Political Science Review 92(1): 1–22. 1998.
- Trust and Reciprocity: Interdisciplinary Lessons for Experimental Research, Volume VI in the Russell Sage Foundation Series on Trust, Elinor Ostrom and James Walker, Editors, Russell Sage Foundation, 2003.
- Understanding Institutional Diversity Ostrom, Elinor, Princeton, Princeton University Press. 2005 (Hay edición castellana, Comprender la diversidad institucional, KRK, Oviedo, 2013).
- Understanding Knowledge as a Commons: From Theory to Practice Ostrom, Elinor and Hess, Charlotte, Editors, The MIT Press, Cambridge, Massachusetts, 2006.